# Jozef Cantré
Jozef Cantré (Gent, 26 december 1890 - aldaar, 29 augustus 1957) was een Vlaams kunstenaar.

## Levensloop

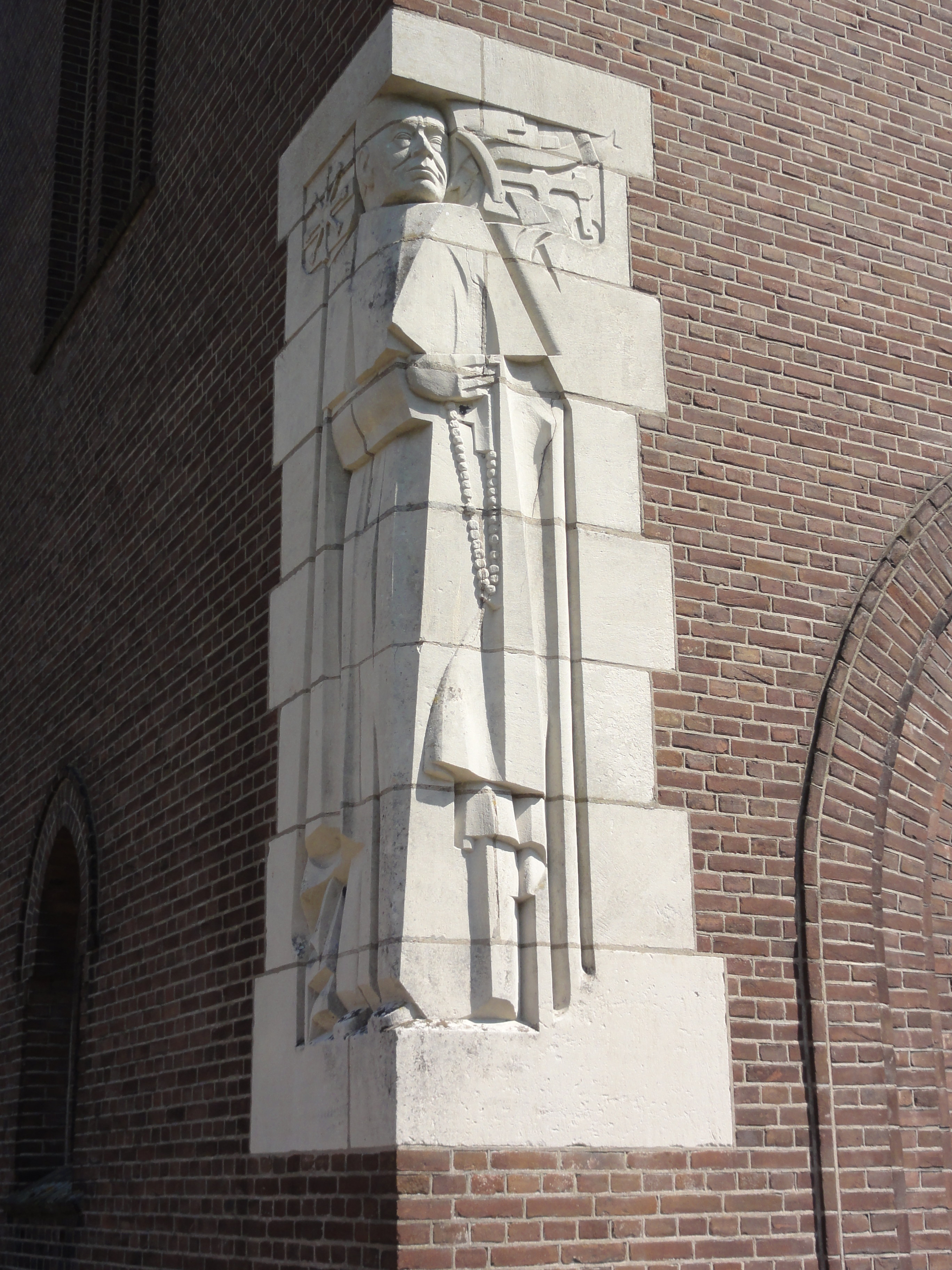
Abdijkerk van Berne in Heeswijk, gevelbeeld van Pater van den Elsen door Jozef Cantré

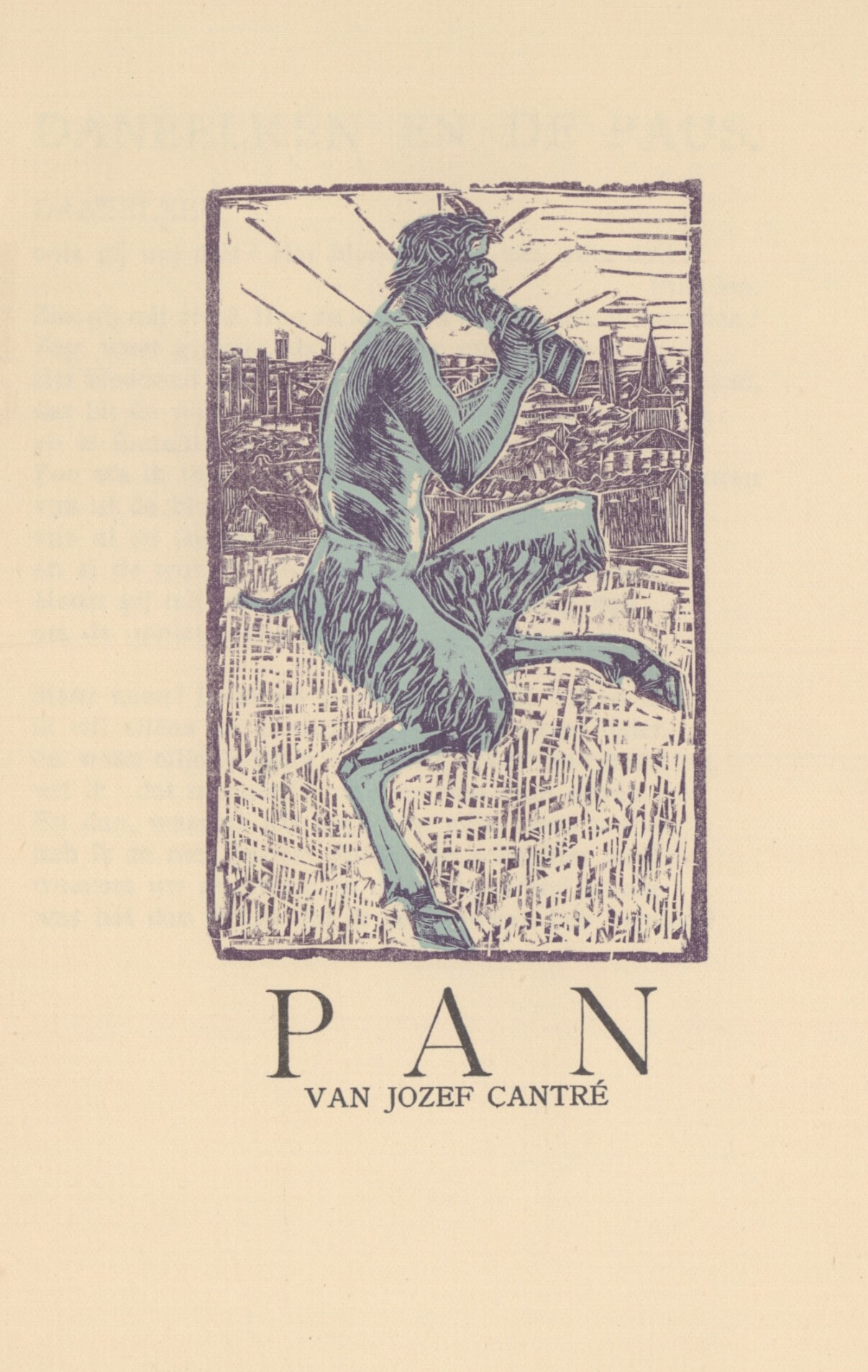
Fragment uit het Vlaamse tijdschrift "Regenboog". Ontwerp voor houtsnede "Pan" van Jozef Cantré. Gepubliceerd in 1918.

Net als zijn broer Jan-Frans  maakte Jozef Cantré deel uit van de 'Vijf' (met Frans Masereel, Henri Van Straten en Joris Minne) die na de Eerste Wereldoorlog de Vlaamse houtgraveerkunst renoveerden.
Net als zijn broer kreeg hij zijn artistieke opleiding aan de Gentse Academie. Van zijn achtentwintigste tot zijn dertigste werkte hij in Nederland. Hier werd hij bevriend met de Belgische kunstenaars Frits Van Den Berghe en Gust De Smet, waarbij hij meteen in het Vlaamse expressionisme terechtkwam. In 1930 keerde hij terug naar Gent en van 1941 tot 1946 was hij verbonden aan het Brusselse Hoger Instituut voor Toegepaste Kunst.
Jozef Cantré was niet alleen xylograaf. Hij was daarnaast een van de voornaamste Vlaamse beeldhouwers. Meteen wordt de verklaring gevonden voor zijn monumentale vormenwereld in de houtgraveerkunst. Hij was ook boekbandontwerper en verzorger van illustraties onder andere in het boek De Nieuwe Esopet door Karel van de Woestijne (bandontwerp en zestien illustraties).
Zijn eerste beelden ontstonden al vanaf 1909. Invloed van Constantin Meunier en van Georges Minne, de ene meer realist de andere meer symbolist, valt niet te miskennen. Zijn emotionele vertolking is karakteristiek voor zijn sculpturen. Zijn bekendste creatie is ongetwijfeld het standbeeld van Edward Anseele te Gent. Ook het beeld van Peter Benoit te Harelbeke ontwierp hij. In Hoorn staat van Cantré een stenen borstbeeld van Johannes Messchaert.
Jozef Cantré ontwierp in 1953 een monumentaal beeldhouwwerk voor het Postgebouw van Oostende naar een concept uit 1945 van Gaston Eysselinck, de architect van het gebouw. Het werk werd zes jaar na het overlijden van de beeldhouwer geplaatst. De beeldengroep stelt vier ineengestrengelde vrouwen van verschillend ras voor die zich verbinden met een centraal opgestelde gevleugelde godin: ze zijn een metafoor voor de eenheid in de wereld door het postverkeer. De officiële benaming van het beeldhouwwerk luidt: De Communicatiemedia, of Eenheid van de wereld door de Telefonie, Telegrafie en Postverkeer.
Van 1941 tot 1946 werd Cantré leraar aan het ter Kameren-instituut te Brussel. Men beschouwt Jozef Cantré als de meest typisch expressionistische beeldhouwer in Vlaanderen.

## Werken

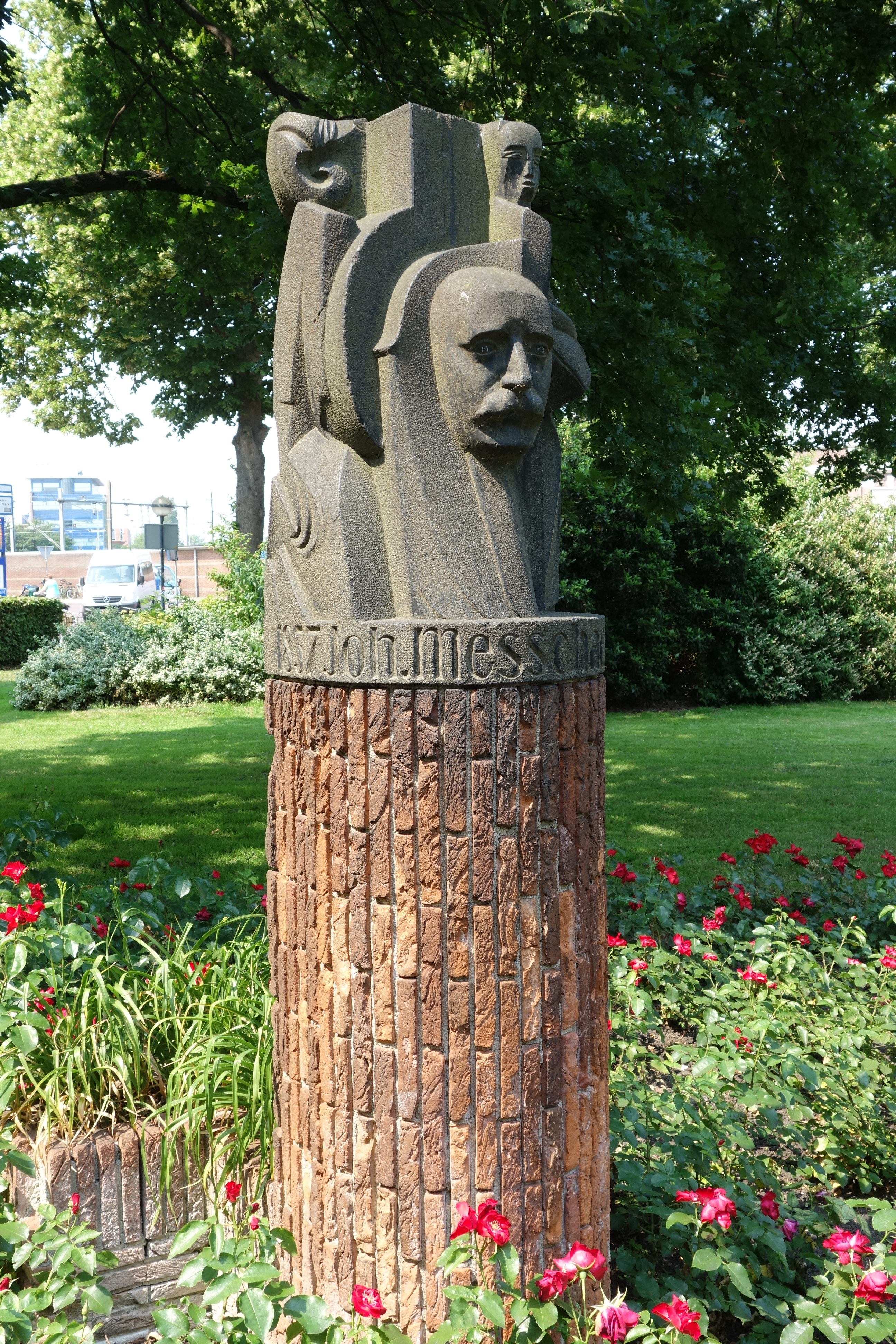
Beeld van Johannes Messchaert in Hoorn
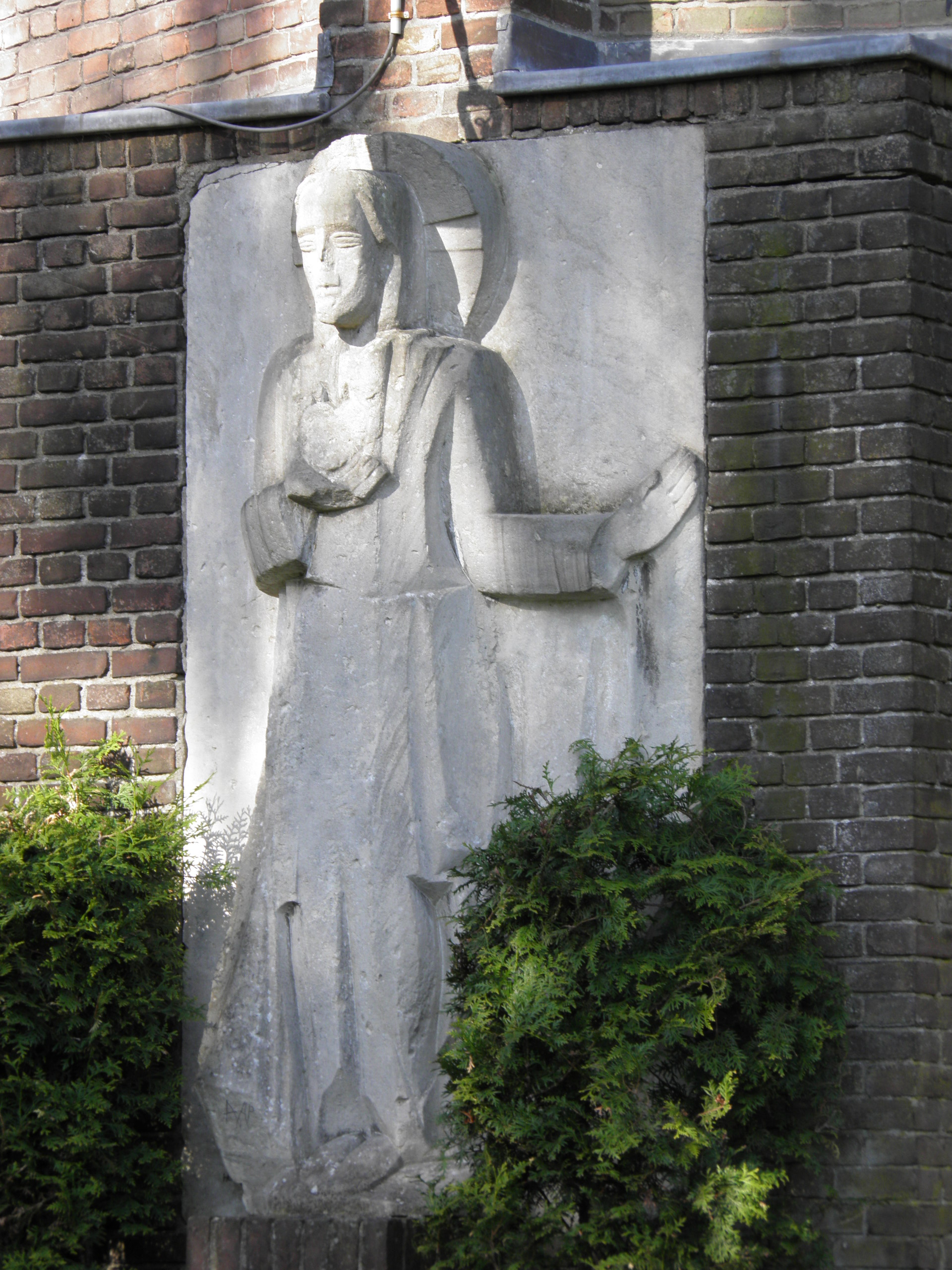
Heilig Hartbeeld in Hilversum
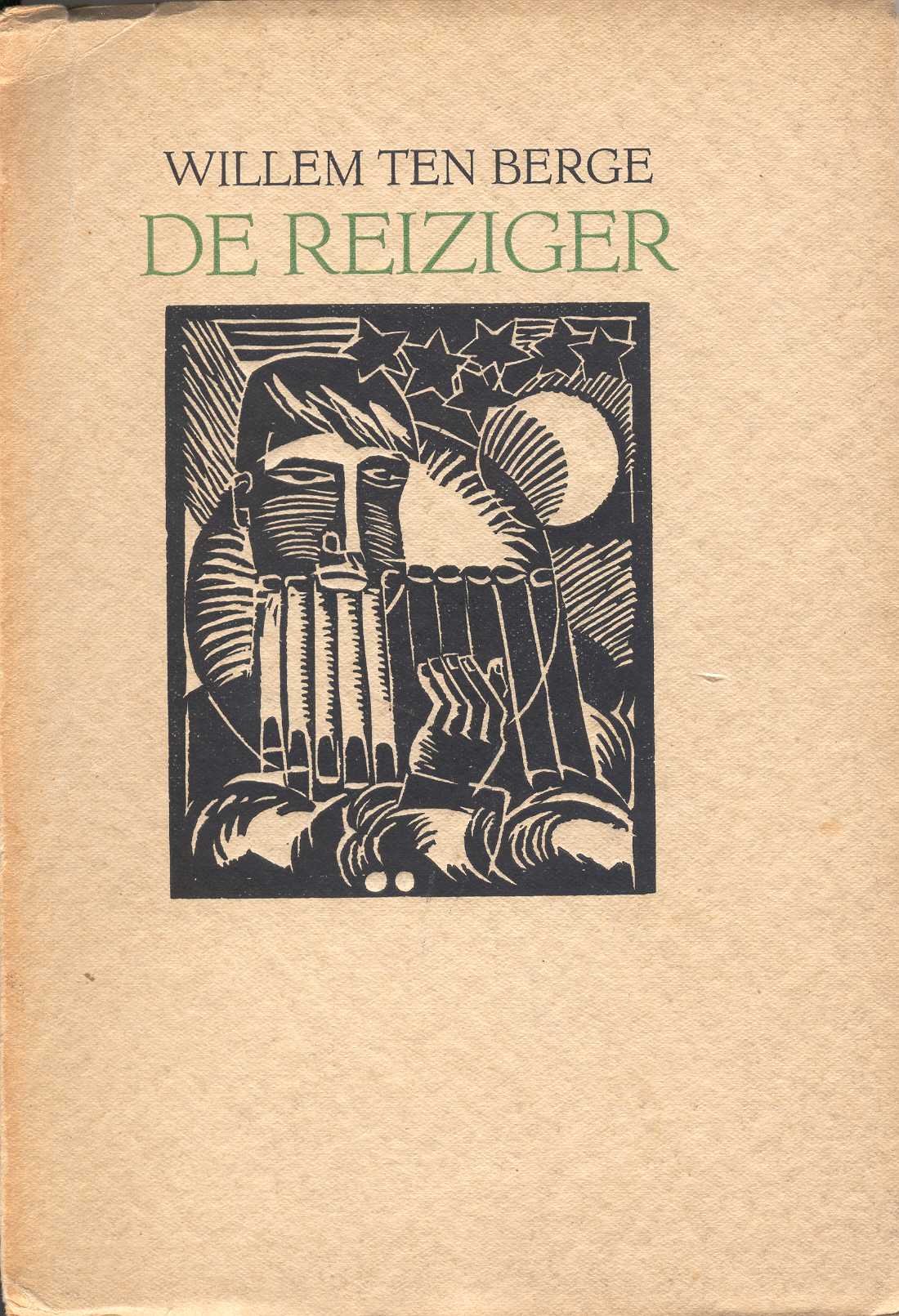
Kaft van dichtbundel door Willem ten Berge
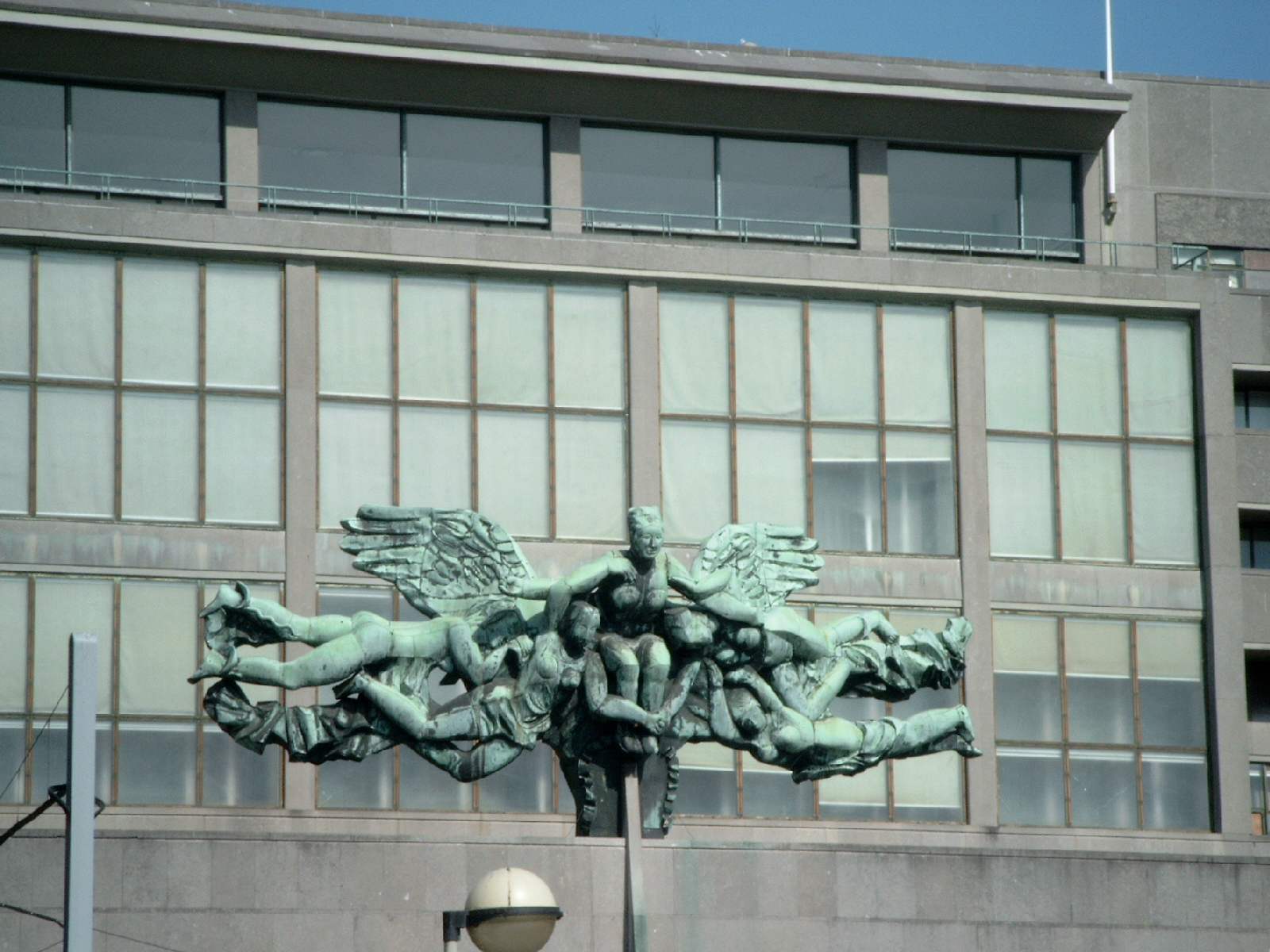
Beeldhouwwerk voor het Postgebouw van Oostende
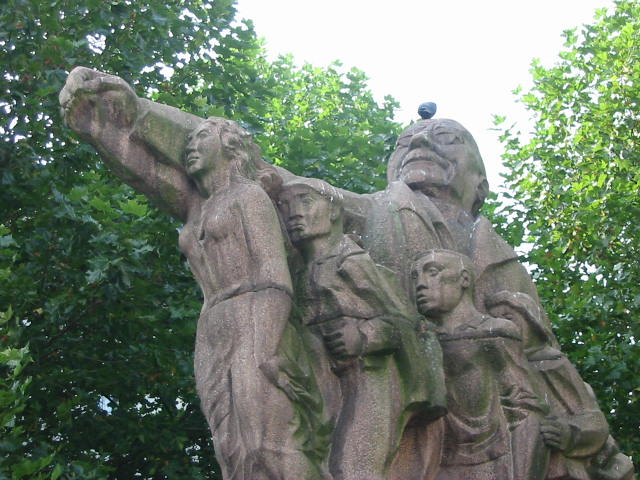
Beeld van Edward Anseele in Gent
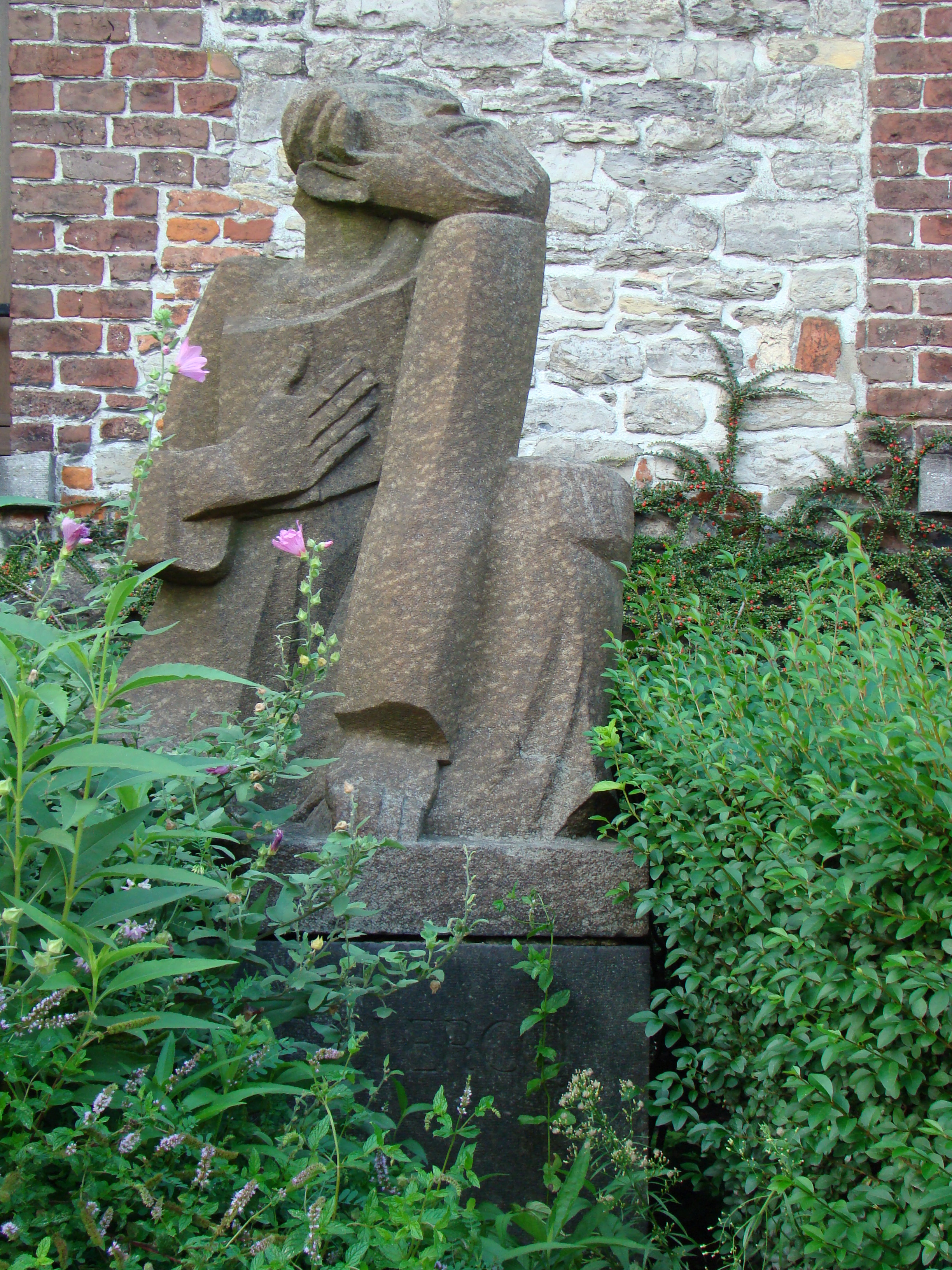
Beeld van René De Clercq in Deerlijk

- Biblioteca Nacional de España: XX1202143
- Gemeinsame Normdatei: 101102569
- International Standard Name Identifier: 0000 0000 6667 1377
- Library of Congress Control Number: no2004074989
- Nationale Bibliotheek van Tsjechië: jx20090220003
- Nationale Bibliotheek van Israël: 987007524091905171
- Nederlandse Thesaurus van Auteursnamen: 069973857
- RKD-Nederlands Instituut voor Kunstgeschiedenis: 15166
- Système universitaire de documentation: 085917028
- Trove: 1044454
- Union List of Artist Names: 500192662
- Virtual International Authority File: 44661735
- WorldCat: E39PBJjhCrQ7XFyQXp7r9t7bVC